# Lissodema caesus
Lissodema caesus es una especie de coleóptero de la familia Salpingidae.

## Distribución geográfica
Habita en Venezuela.